# Propaganda homòfoba
La propaganda homòfoba és la propaganda basada en la homofòbia, donant suport als prejudicis contra les persones no heterosexuals i als estereotips, així com promocionant l'estigmatització i la discriminació social. El terme propaganda homòfoba fou utilitzada per l'historiador Stefan Micheler en el seu treball Propaganda homòfoba i la denuncia del desig entre homes sota el nacionalsocialisme, així com en altres obres que tracten el tema.

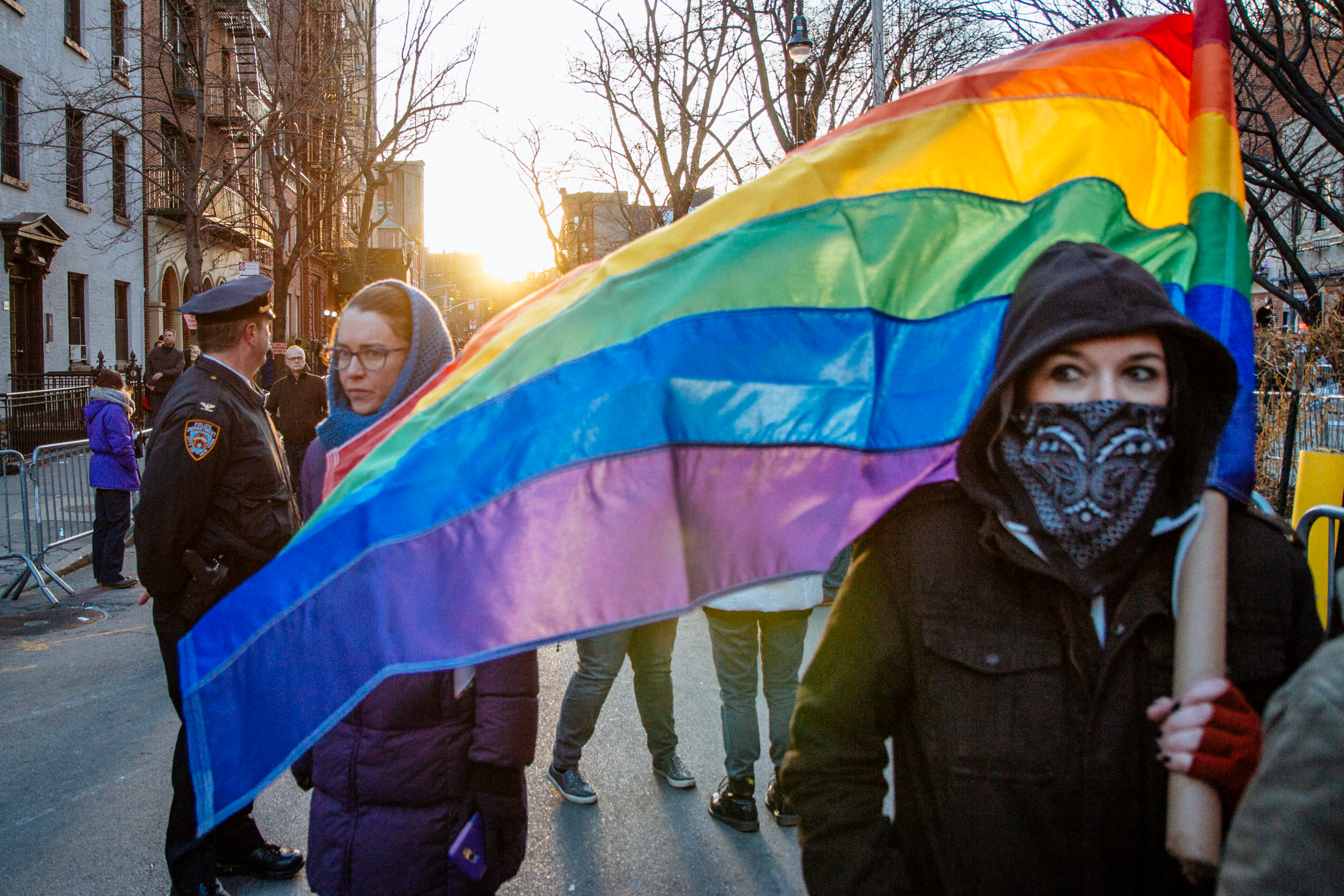
La mobilització social resulta clau per a la defensa dels drets LGTB i la lluita contra la propaganda homòfoba

En alguns països, algunes formes de propaganda homòfoba son considerades com discurs d'odi i, per tant, prohibides per llei. 

## Història

### Alemanya
Les actituds polítiques cap als homosexuals en l'Alemanya Nazi es basaven en l'assumpció de que els homosexuals destruïen la nació alemanya amb les seves "degeneracions sexuals". L'historiador Erwin J. Haeberle, en la seva obra Swastika, triangle rosa i estrella groga: la destrucció de la sexologia i la persecució dels homosexuals en l'Alemanya nazi, relata la primera aparició d'aquesta actitud política el 14 maig 1928.

## Llei

### Rússia
A Rússia, és il·legal de cometre delictes en contra algú basant-se en el seu grup social, i les persones del col·lectiu LGBT són considerades un grup social separat per llei. La responsabilitat d'això l'estableixen els articles 136 i 282 del codi penal de la federació russa.

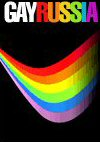
Logotip de l'organització LGBT Human Rights Project

Tanmateix, el de 30 de juny de 2013, el president Vladimir Putin signà una llei que prohibia la "propaganda de relacions sexuals no tradicionals" entre menors, i les relacions maritals entre persones del mateix sexe. Vice News reclama que molts grups de drets del col·lectiu LGTB han passat"de ser una franja de població estigmatitzada a enemics absoluts del poble" a Rússia després de la introducció d'aquesta llei, i després que grups neonazis obertament homòfobs hagin estat descrits per les autoritats russes com "moviments civils en lluita contra dels pecats de la societat".

### Noruega
En 1981, Noruega esdevenia el primer país per establir una pena criminal (fins a dos anys de presó) per amenaces públiques, difamació, expressions d'odi o agitació per discriminació cap a la comunitat de LGBT.

### Països Baixos
L'1 de juliol de 1987 els Països Baixos unificaren el codi penal holandès, establint penes per difamacions públiques en la base a l'orientació sexual com multes o empresonament de fins a dos anys.

### Irlanda
L'any 1989, a Irlanda, es dictà una resolució contra el discurs d'odi cap als gais, establint penes forma de multes o empresonament per fins a dos anys per publicació o distribució de materials que contenguin difamacions, amenaces, discurs d'odi o ofenses cap a persones del col·lectiu LGBT. La llei s'aplica de manera ocasional.

### Austràlia
El 2 de març de 1993, a Nova Gal·les del Sud, Austràlia, entrà en vigor una esmena de la llei antidiscriminació que prohibeix discurs d'odi públic, menyspreant o ridiculitzant als homosexuals. Això no afecta a qualsevol informació que pugui ser distribuïda per motius educatius, religiosos, científics o socials.
El 10 de desembre de 1999 va ser acceptada una esmena similar per parlament de Tasmània, tot i que aquesta no permet cap exclusió.

### Sud-àfrica
El febrer de l'any 2000, el Parlament sudafricà establí l'Acta per la Promoció de la Igualtat i la Prevenció de la Discriminació Injusta, que prohibia el discurs d'odi basat en qualsevol tema constitucionalment prohibit, inclosa l'orientació sexual. La definició de discurs d'odi inclou qualsevol que pretengui "promoure o propagar aversió".

### Regne Unit
La Secció 28 de l'Acta de Govern Local de 1988 afegí la secció 2A a l'Acta de Govern Local de 1986, que prohibeix a les autoritats locals "promocionar l'homosexualitat" o "promoure l'ensenyament, en qualsevol escola concertada, de l'acceptabilitat de l'homosexualitat com a relació familiar pretesa".
Fou derogada el 21 de juny de 2000 a Escòcia com una de les primeres mesures legislatives preses pel nou Parlament escocès, i el 18 de novembre de 2003 a la resta del Regne Unit, per secció 122 de l'Acta de Govern Local de 2003.